# Spun
Spun is een film uit 2002 onder regie van Jonas Åkerlund.

## Verhaal
Wanneer Ross een vluggertje probeert te krijgen, komt hij in de handen van "The Cook" en zijn vriendinnetje Nikki terecht.

## Rolverdeling
| Acteur            | Personage   |
| ----------------- | ----------- |
| Jason Schwartzman | Ross        |
| Mickey Rourke     | The Cook    |
| Brittany Murphy   | Nikki       |
| John Leguizamo    | Spider Mike |
| Patrick Fugit     | Frisbee     |
| Mena Suvari       | Cookie      |
| Charlotte Ayanna  | Amy         |